# Olé, torero
Valor y... ¡al toro! (français : Olé, torero) est une bande dessinée espagnole illustrée par Francisco Ibáñez, et le quatrième volume de la série, appartenant à la franchise Mortadel et Filémon, éditée en 1970.

## Synopsis
Mortadel et Filémon doivent récupérer les plans du projet Bartolo. Ces plans ont été volés au centre de recherche agronautique du cosmos par la bande de Rata, composée d'El Rata, Tapia et Higo Chumbo et de leur chef, le docteur Apolonio. Cette bande tentera de quitter la ville à bord du transatlantique Ile du Soria. Mortadel et Filémon embarqueront sur le transatlantique pour tenter de récupérer ces plans. Ce qu'ils ne savent pas, c'est que les plans ont été cachés dans la corne d'un énorme taureau sauvage qui leur posera des problèmes tout au long de l'aventure.

## Éditions
Bien qu'elle ait été publiée en quatrième position dans les longues aventures, la bande dessinée est probablement produite immédiatement après El sulfato atómico. Lors d'une interview, Francisco Ibáñez explique que la bande dessinée avait été conçue dans l'intention de la vendre à l'étranger, en raison de ses mauvaises relations avec González, directeur des Editorial Bruguera, et que les personnages principaux n'étaient pas Mortadel et Filémon. Finalement, la situation avec l'éditeur est réglée, de sorte qu'Ibáñez n'a eu qu'à changer la tête de Filémon (puisqu'il lui avait mis les mêmes vêtements) et à redessiner Mortadel par-dessus l'autre personnage, pour obtenir une bande dessinée des deux agents.
Après sa publication en série dans Gran Pulgarcito, à raison de 2/4 pages par numéro, elle est compilée dans un album, soit dans le no 4 de la collection Ases del Humor, soit dans la collection Olé, comme no 94 de la quatrième édition4, soit dans le volume 20 de la collection Súper Humor des Ediciones B, avec Los superpoderes, El caso del bacalao, L'Échangeouillette infernale et La Bande des Vise-en-biais.

## Influences
Selon De la Cruz Pérez, l'introduction d'un gorille sur un navire a été copiée sur Le Dictateur et Le Champignon de Franquin, ainsi que les aristocrates terrorisés par un taureau, analogue au gorille de la caricature de Spirou, afin de montrer la décadence de la vieille aristocratie. Il s'est également inspiré d'autres œuvres telles que Gil Jourdan Libellule s'évade de Maurice Tillieux.

## Accueil
Soto considère que l'histoire est très solide et racontée de façon continue et que ce serait le meilleur album de Mortadel et Filémon si l'on ignorait l'influence, toujours présente, du dessinateur André Franquin. De son côté, De la Cruz Pérez commente que les critiques le considèrent avec El sulfato atómico comme le meilleur de la série. Il affirme également qu'avec le précédent, c'est celui qui reflète le mieux le graphisme français avec des influences de l'œuvre d'Astérix le Gaulois.